# 本尼·布兰科
班傑明·約瑟夫·列維（英語：Benjamin Joseph Levin；1988年3月8日—），以艺名班尼·布蘭柯（Benny Blanco）知名，是一名词曲创作者、唱片制作人。布蘭柯是弗吉尼亚州犹太人。他在卢克博士的指導下正式踏入音樂製作生涯。
布蘭柯與紅髮艾德、贾斯汀·比伯、超級雷射光、魔力紅、凱蒂·佩芮、蕾哈娜、凱莎、泰欧·克鲁斯、维兹·卡利法、體育課英雄、泰瑞·藍茲等藝人合作，創作了諸多熱門單曲。至今，布蘭柯參與製作的專輯已在全球取得超過1億銷量。
2023年12月公開與席琳娜·戈梅茲交往中。
2024年12月宣布與席琳娜·戈梅茲訂婚。

## 外部連結
- 本尼·布兰科的Myspace頁面 （页面存档备份，存于）
- 本尼·布兰科的X（前Twitter）